# 好心肝2019冠狀病毒病疫苗施打爭議事件
2021年6月8日，臺北市中正區好心肝診所被舉報疑違規私打疫苗。當時疫苗嚴重短缺，但好心肝基金會董事長許金川獲知國內醫學中心的志工大多已完成新冠疫苗施打，好心肝診所有數百位志工及姐妹基金會肝病防治學術基金會 （页面存档备份，存于）長年從事免費肝病篩檢，也有數千位以上志工，因此在獲得臺北市政府主動通知可以為志工施打疫苗後，就積極聯繫志工，在當天領取疫苗後，並依臺北市政府要求當天完成施打新冠疫苗。但臺北市政府調查，診所施打對象大部分是志工及非一到三類醫事人員，違反《傳染病防治法》因此開罰新台幣200萬元、取消疫苗合約資格，相關人員送政風處調查。
時任國策顧問，「流通業教父」之稱的前全聯總裁、前統一超商董事長徐重仁也已在好心肝診所施打，《上報》致電求證，徐重仁表示，「我們本來就有預約啊，他通知我們去的，並不是偷偷去打，根本不是這樣，」他強調，大家已經那麼亂了，不要弄來弄去，這樣不太好。PChome集團董事長詹宏志主動發布聲明坦承，「在那個人山人海的夜間診所裡，我的確是其中一員，接受了一劑AZ疫苗注射」。他強調並非主動要求施打，但也承認自己「做錯事」，判斷力有問題，一接到醫院通知，高高興興就跑去了，忘了還有比他更需要的人。
前監察委員及前公共電視董事長吳豐山、前總統府國策顧問許文彬律師分別投書媒體，指疫苗件事是官府顢頇，且不涉金錢上之不法利益，依法尚與刑責無涉，檢調何須介入...。
臺北市市長柯文哲及副市長黃珊珊因此被告發涉嫌圖利。臺北地檢署歷經一年多調查，於2022年8月26日認為好心肝診所相關人員無犯罪嫌疑簽結。

## 相關爭議
2021年7月1日，臺北市議員簡舒培拿出臺北市政府衛生局群組內的對話截圖，指控好心肝診所董事長許金川透過臺北市副市長黃珊珊指示違規先發疫苗。對此，黃珊珊表示和許金川不熟，而是好心肝診所透過一名叫做Ben的友人，將想加入疫苗合約診所的意願傳達給她，但她沒有下任何指示。而外界對於能協調疫苗的Ben是誰充滿疑問。
7月29日，臺北市政府公布政風處調查報告，其內容表示沒有黃珊珊下指示的證據；而Ben不是關鍵人物，因此未要求提供資料。

## 施打人士
- 翁家明[11]
- 郭子乾[12]
- 侯昌明，曾雅蘭[13]
- 楊鳴
- 詹宏志[14]
- 何奕佳[15]
- 徐重仁[16]
- 林村田[16]
- 陳諺瑩[17]

## 外部連結
- 臺北市政府廉政透明委員會調查報告 （页面存档备份，存于）